# Jacqueline Solís
Jacqueline Arleny Solís-Gutiérrez (22 de diciembre de 1988) es una deportista guatemalteca que compitió en judo. Ganó una medalla de plata en el Campeonato Panamericano de Judo de 2009 en la categoría de –44 kg.

## Palmarés internacional
| Campeonato Panamericano | Campeonato Panamericano  | Campeonato Panamericano | Campeonato Panamericano |
| Año                     | Lugar                    | Medalla                 | Categoría               |
| ----------------------- | ------------------------ | ----------------------- | ----------------------- |
| 2009                    | Buenos Aires (Argentina) | Medalla de plata        | –44 kg                  |